# HD24864
HD24864 є хімічно пекулярною зорею спектрального класу
F5 й має видиму зоряну величину в смузі V приблизно  9,1.